# Fäbod-Norsjön
Fäbod-Norsjön är en sjö i Härnösands kommun i Ångermanland och ingår i Ångermanälven-Gådeåns kustområde. Sjön har en area på 0,133 kvadratkilometer och ligger 177,7 meter över havet.

## Delavrinningsområde
Fäbod-Norsjön ingår i det delavrinningsområde (696615-159753) som SMHI kallar för Utloppet av Fäbod-Norsjön. Medelhöjden är 209 meter över havet och ytan är 0,86 kvadratkilometer. Räknas de 2 avrinningsområdena uppströms in blir den ackumulerade arean 4,23 kvadratkilometer. Vattendraget som avvattnar avrinningsområdet har biflödesordning 2, vilket innebär att vattnet flödar genom totalt 2 vattendrag innan det når havet efter 22 kilometer. Avrinningsområdet består mestadels av skog (85 procent). Avrinningsområdet har 0,13 kvadratkilometer vattenytor vilket ger det en sjöprocent på 15,2 procent.